# ФК Тайчен Лайънс
Тайчен Лайънс ФК (на китайски: 台南市台灣鋼鐵); (на английски: F.C. Taicheng Lions) е тайвански футболен клуб от столицата Тайпе.
Състезават се във висшата лига на Тайван. Мачовете си игаят на „Градски стадион Тайпе“ в Ню Тайпе с капацитет 22 000 зрители.

## История
Клубът е образувна през 2017 as ФК Тайчен Академи, за да възпитава на спорт младите хора. В края на 2017, клубът се слива с „Ред Лайънс ФК“ за да попадне в Тайванската Премиер лига. „Ред Лайънс“ е аматьорски клуб сформиран през 1983. Той е присъствал непрекъснато в тайванския футбол, но никога не е играл на високо ниво. През последните сезони той е част от Висшата лига On Tap, аматьорска футболна лига, която не се управлява от Китайската футболна асоциация на Тайпе.
С новото си име на „Тайчен Лайънс“ клубът се класира за квалификационен турнир за 2018 TFPL. След победата с 3:2 над „Мин Чуан“, последван от равенство 1:1 и изпълнение на дузпи с „Тайнан Сити“. Победа със 17:0 им печели първата позиция в квалификациите и гарантира, че ще се състезават във Висшата лига по футбол на Тайван през 2018 г. 

## Предишни имена
| Години      | Име                                     |
| ----------- | --------------------------------------- |
| 1983 – 2017 | „ФК Тайчен Академи“ FC Taicheng Academy |
| От 2017 г.  | „Тайчен Лайънс“ F.C. Taicheng Lions     |